# Thesium griseum
Thesium griseum är en sandelträdsväxtart som beskrevs av Otto Wilhelm Sonder. Thesium griseum ingår i släktet spindelörter, och familjen sandelträdsväxter. Inga underarter finns listade i Catalogue of Life.